# Ferme Cal Mateu
La ferme Cal Mateu est un domaine agricole du début du début du XVIIIe siècle, inscrit au titre des monuments historiques en 1984.
Ce bâtiment situé à Sainte-Léocadie, dans les Pyrénées-Orientales, abrite aujourd'hui le musée de Cerdagne.

## Historique

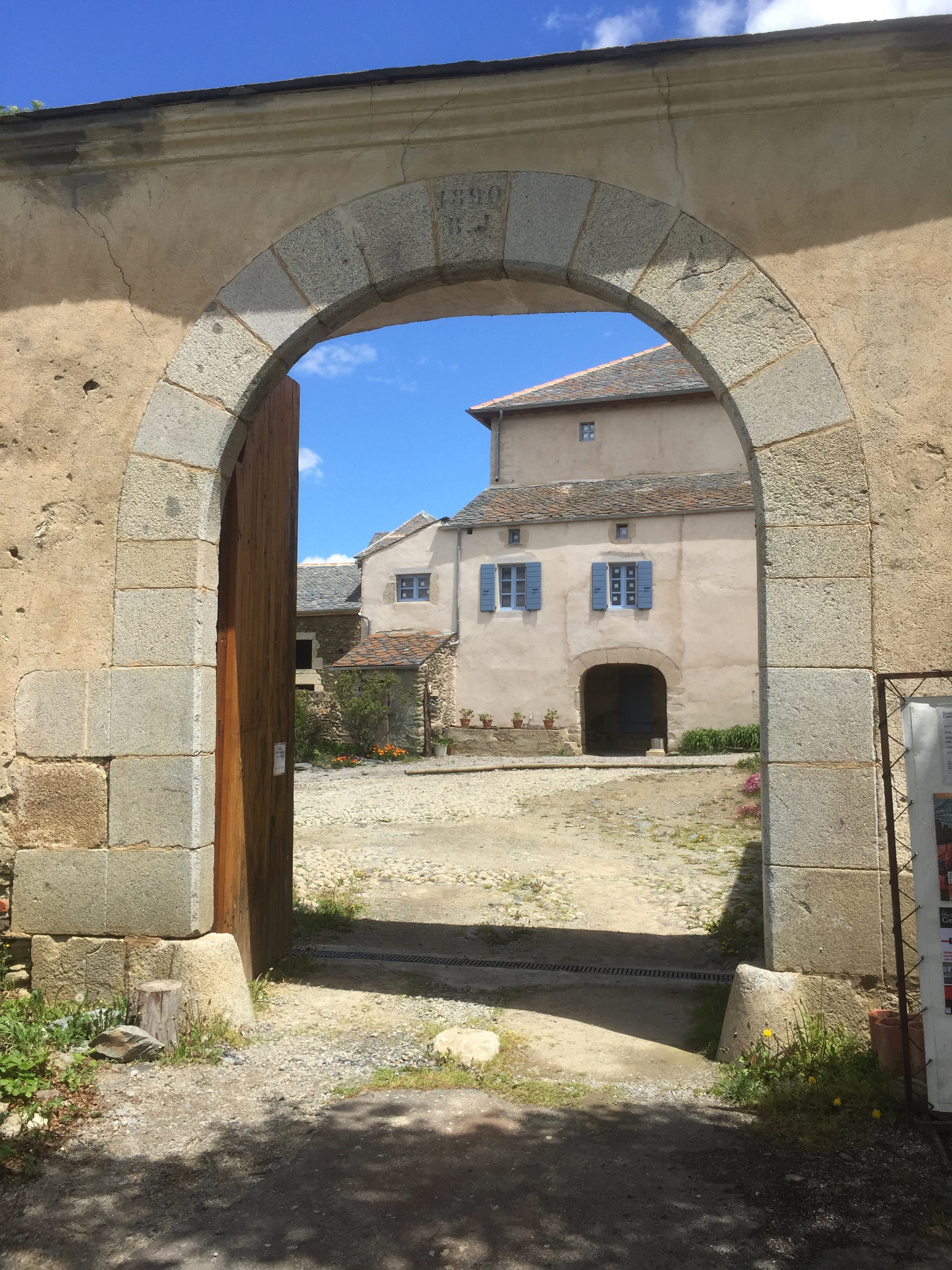
Portail d'entrée avec vue sur la maison de maître

Belle exemple de ferme traditionnelle cerdane, cette maison à une histoire intimement liée à la mise en place de la frontière à partir de 1659.
À partir de 1689, la maison de la famille Sicart ayant la charge de viguier de Cerdagne pendant 4 générations, a été un lieu de pouvoir et de représentation de la royauté française pendant 100 ans... A la Révolution française, elle redevient une exploitation agricole mise en fermage.
En 1810, durant les guerres napoléoniennes contre l'Espagne, le domaine est incendié et revendu à un riche marchand barcelonais Mateu Riu qui en fait sa résidence d'été. Son nom Cal Mateu (Chez Mathieu en catalan) vient de cette période. Des travaux y seront réalisés, en particulier la mise en place d'épis de faîtage (1826) et d'espantes bruixes (effraie sorcières). Ces masques en céramique représentent des têtes d'hommes barbus, installés aux quatre angles de la toiture pour protéger la maison.

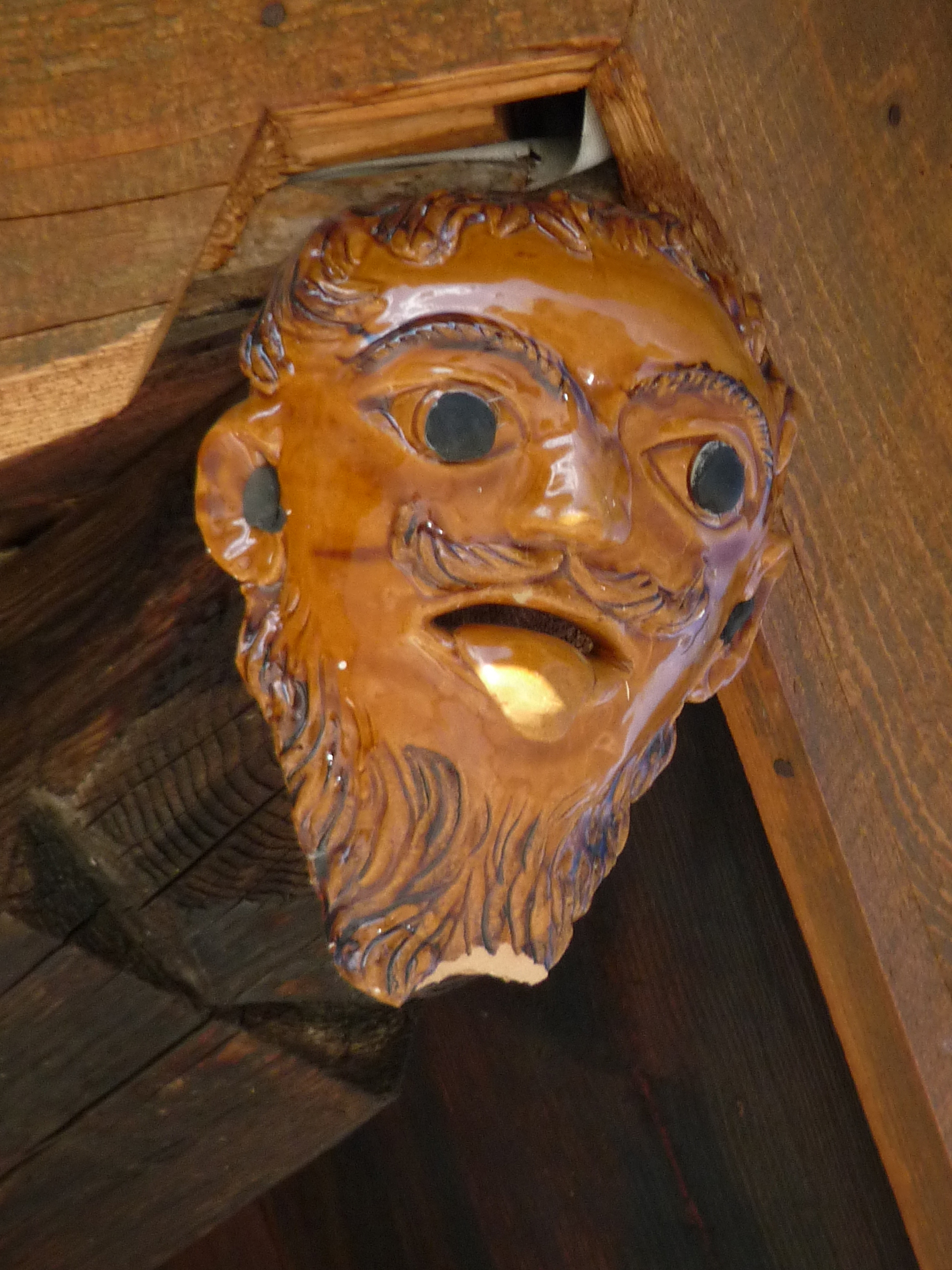
Espanta bruixa (effraie sorcière)

L'exploitation agricole perdure au fil du temps.En 1952, Jacques et Marie Bragulat reprennent la ferme et cette activité cessera lors de leur départ à la retraite en 1994.
Rachetée par la commune en 1982, elle est devient un musée à partir de 1992.

## Protection
L'ensemble comprenant les façades et toitures, y compris la galerie de circulation, fait l’objet d’une inscription au titre des monuments historiques depuis le 21 décembre 1984.